# Runaways
Runaways és una sèrie de còmic creada i escrita per Brian K. Vaughan, il·lustrada per Adrian Alphona, editada mensualment per Marvel i a l'estat espanyol distribuïda per l'editorial Panini.
La sèrie tractava originalment sobre 6 jóvens adolescent que fugen de casa i intenten convertir-se en superherois després de descobrir que els seus pares eren un grup de  supermalvats anomenats The Pride (L'Orgull).
Els esclaus fugitius dels Estats Units també tenen el nom alternatiu de runaways.
Una adaptació d'acció en viu de la sèrie va estar en desenvolupament durant diversos anys, donant lloc a la sèrie de televisió Runaways ambientada al Marvel Cinematic Universe. Es va estrenar a Hulu el 2017.

## Publicació

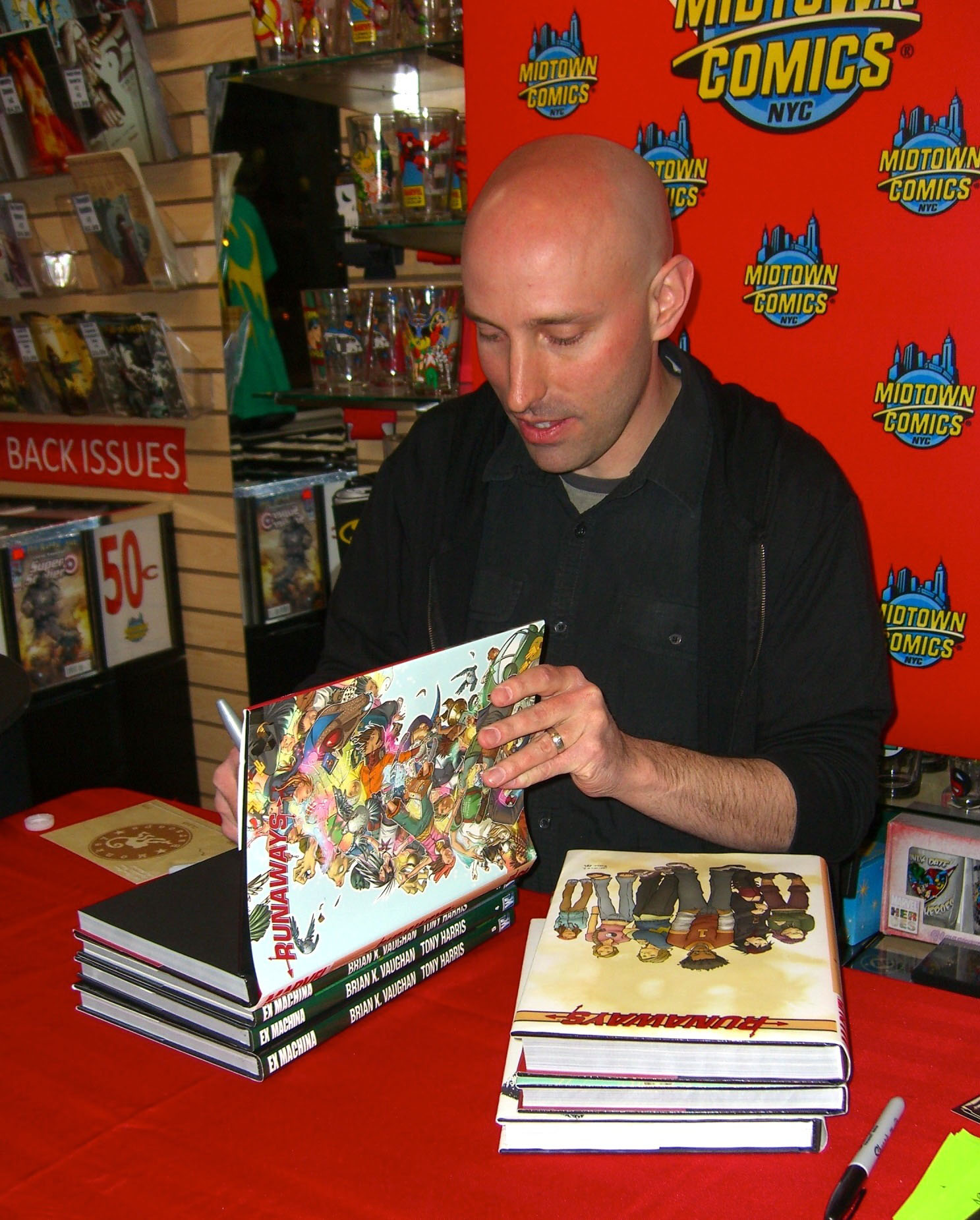
El guionista Brian K. Vaughan signant retapats en tapa dura de la sèrie a Midtown Comics a Manhattan.

El creador de la sèrie Brian K. Vaughan va proposar Runaways l'any 2003 com a part de l'empremta Tsunami de Marvel, l'objectiu del qual era atraure nous lectors, especialment lectors joves i el públic del manga. La redacció de Marvel va acceptar-ho immediatament, proposant que Wizard Magazine nomenés la sèrie com «un dels millors conceptes originals de Marvel en trenta anys.»
Runaways va ser publicada a partir del 16 d'abril de 2003 als Estats Units com a part del segell de Marvel Tsunami.
La publicació dins l'empremta del tsunami no va tenir èxit i la sèrie va acabar al número 18 al setembre de 2004. Després de les vendes de la sèrie en format digest, Vaughan va tornar a presentar la idea a Marvel, que la va acceptar.
El guionista Brian K. Vaughan ha afirmat que només havia planejat escriure Runaways durant sis mesos (sis números), però a causa de la popularitat de la sèrie i les noves idees de Vaughan, Marvel va decidir continuar emetent-la mensualment. El 2007, Brian K. Vaughan va anunciar la seva sortida de Runaways. Joss Whedon, un fan de Runaways durant molt de temps, va ser l'escollit per Vaughan per escriure un arc i acabar el segon volum; tot i que Whedon va declinar al principi, després va acceptar.
El 2008, el guionista Terry Moore, juntament amb l'artista Humberto Ramos es van convertir en el nou equip creatiu del tercer volum. Al segment "Fresh Ink" de Blair Butler al programa de televisió per cable G4 Attack of the Show Marvel va fer públic que Kathryn Immonen i Sarah Pichelli formaven el nou equip creatiu. Van començar amb el núm. 11 del tercer volum, que «començarà amb un ball de graduació i acabarà amb una mort»; l'editor de Marvel Nick Lowe diu que «Se sent tan bé i tan malament al mateix temps? Per ser honest, i sense ofendre Joss o Terry, no m'havia sentit així des que va morir Gert». La història va acabar amb un gran cliffhanger que es va resoldre en altres còmics.
Després de tres anys, els Runaways van tornar a l'arc de la història "Pride Comes Before It", als números 17 a 19 de Daken: Dark Wolverine. Van aparèixer a Avengers Academy nº 27–28. Posteriorment, Victor Mancha es va convertir en personatge regular al còmic de temàtica robòtica Avengers A.I., mentre que Nico Minoru i Chase Stein van formar part del repartiment d'Avengers Arena, i la seva seqüela Avengers Undercover.
El febrer de 2015, es va anunciar que una nova sèrie Runaways es llançaria durant el crossover Secret Wars de Marvel, amb un nou repartiment ambientat al Battleworld. La formació del nou equip incloïa Molly Hayes, però tots els membres nous. A més, Nico Minoru va aparèixer a A-Force. Nico també es va utilitzar en una segona formació d'A-Force, aquesta vegada basada en la línia principal de l'Univers Marvel un cop acabades les Secret Wars, però es va cancel·lar després de deu números.
El maig de 2017, Marvel va llançar teasers amb els personatges dels Runaways. El juny de 2017, es va anunciar que Marvel llançaria una nova sèrie Runaways escrita per Rainbow Rowell i il·lustrada per Kris Anka. La nova sèrie es va estrenar el setembre de 2017. L'agost de 2021, Marvel va celebrar els 100 números del títol amb el co-creador Adrian Alphona que va tornar per a un especial giant-size Runaways nº 38, darrer número de l'etapa de Rowell.
A l'estat espanyol els diferents volumns de la col·lecció han estat editats per l'editorial Panini des de maig del 2005.